# Cuci
Cuci [ˈkut͡ʃʲ] (veraltet Cuciu; deutsch Kokt, ungarisch Kutyfalva) ist eine Gemeinde im Kreis Mureș in der Region Siebenbürgen in Rumänien.
Der Ort Cuci ist auch unter der deutschen Bezeichnung Quellendorf bekannt.

## Geographische Lage

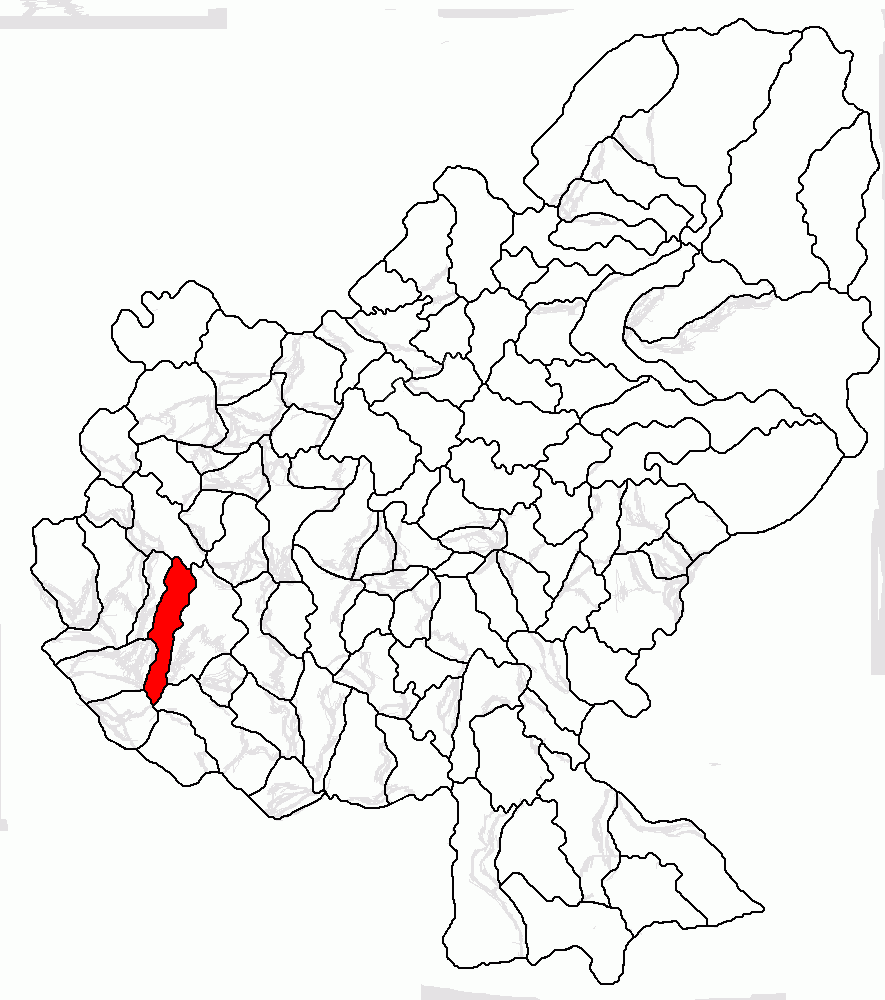
Lage der Gemeinde Cuci im Kreis Mureș

Die Gemeinde Cuci liegt im Siebenbürgischen Becken im Westen des Kreises Mureș. An der Mündung des Baches Pârâul Luncilor in den Mureș (Mieresch), der Nationalstraße 15 und der Bahnstrecke Alba Iulia–Târgu Mureș, befindet sich der Ort Cuci sieben Kilometer östlich von der Kleinstadt Luduș (Ludasch) und etwa 40 Kilometer westlich von der Kreishauptstadt Târgu Mureș (Neumarkt am Mieresch) entfernt.
Etwa zwei Kilometer südlich von Cuci soll die geplante rumänische A3, auch Autostrada Transilvania genannt, verlaufen.

## Geschichte
Der Ort Cuci wurde nach unterschiedlichen Angaben 1331 oder 1410 erstmals urkundlich erwähnt. Auf eine Besiedlung des Gemeindeareals deuten archäologische Funde auf dem Gebiet, von den Einheimischen genannt Berc (ungarisch Berec), zwischen dem Gemeindezentrum und dem eingemeindeten Dorf Dătășeni (Dalmesch) in die Latènezeit. Wegen der vorhandenen Römerstraße wird auch eine Besiedlung in der Römerzeit vermutet.
Über weitere Besiedlungen in der Latènezeit werden auch im eingemeindeten Dorf Dătășeni und bei Orosia (Russendorf) in der Jungsteinzeit berichtet.
Im Königreich Ungarn gehörten die Orte der heutigen Gemeinde die nördlich vom Mureș liegen dem Stuhlbezirk Marosludas in der Gespanschaft Torda-Aranyos, die südlichen dem Stuhlbezirk Marosújvár im Komitat Unterweißenburg, anschließend alle dem historischen Kreis Turda und ab 1950 dem heutigen Kreis Mureș an.
Das Dorf După Deal ist eines von den zurzeit 130 unbewohnten Dörfer Rumäniens, davon sechs im Kreis Mureș (Stand 2018) und wird in der Webdarstellung der Gemeinde auch nicht mehr vermerkt.

## Bevölkerung
Die Bevölkerung der Gemeinde Cuci entwickelte sich wie folgt:
| 1850 | 2.510 | 1.915 | 389 | 4 | 202 |
| 1920 | 2.746 | 1.973 | 731 | 2 | 40  |
| 1966 | 3.467 | 2.872 | 559 | 3 | 33  |
| 2002 | 2.200 | 1.733 | 313 | 2 | 152 |
| 2011 | 1.822 | 1.351 | 242 | 2 | 227 |
| 2021 | 1.734 | 1.256 | 177 | - | 301 |

Seit 1850 wurde auf dem Gebiet der heutigen Gemeinde die höchste Einwohnerzahl und die der Rumänen 1966 ermittelt. Die höchste Anzahl der Magyaren wurde 1920, der Roma (221) 2021 und die der Rumäniendeutschen (26) 1910 registriert.

## Sehenswürdigkeiten
- Im Gemeindezentrum die reformierte Kirche und der Glockenturm im 15. Jahrhundert errichtet, 1835 erneuert und die Holzkirche Sf. Arhangheli im 17. Jahrhundert errichtet und im 19. erneuert, stehen unter Denkmalschutz.[9]
- Im Gemeindezentrum das Landhaus, die dazugehörigen Bauten und Parkanlage der ungarischen Adelsfamilie Degenfeld, im 19. Jahrhundert von Miksa Kristóf Degenfeld errichtet, im 20. Jahrhundert von Lajos Degenfeld erweitert und die Familiengruft, stehen unter Denkmalschutz.[9] Im kommunistischen Rumänien hatte der Dorfschmied das in Eisen gegossene Wappen des Gebäudes abgebaut und erst den rechtlichen Nachfolgern des Anwesens wiedergegeben. Seit der Kollektivierung und bis 1970 waren hier die Büros des Landwirtschaftsbetriebs, danach das Rathaus, die Bibliothek und die Polizei der Gemeinde untergebracht.[10] Seit dem Übergang des Anwesens an die rechtmäßigen Erben, wurde dieses zum ersten Mal am 29. Juni 2019 zur Besichtigung geöffnet.[11]
- Im eingemeindeten Dorf Petrilaca (Petersheim) die reformierte Kirche 1782 bis 1786 errichtet und 1861 der Glockenturm angebaut,[12] stehen unter Denkmalschutz.[9]

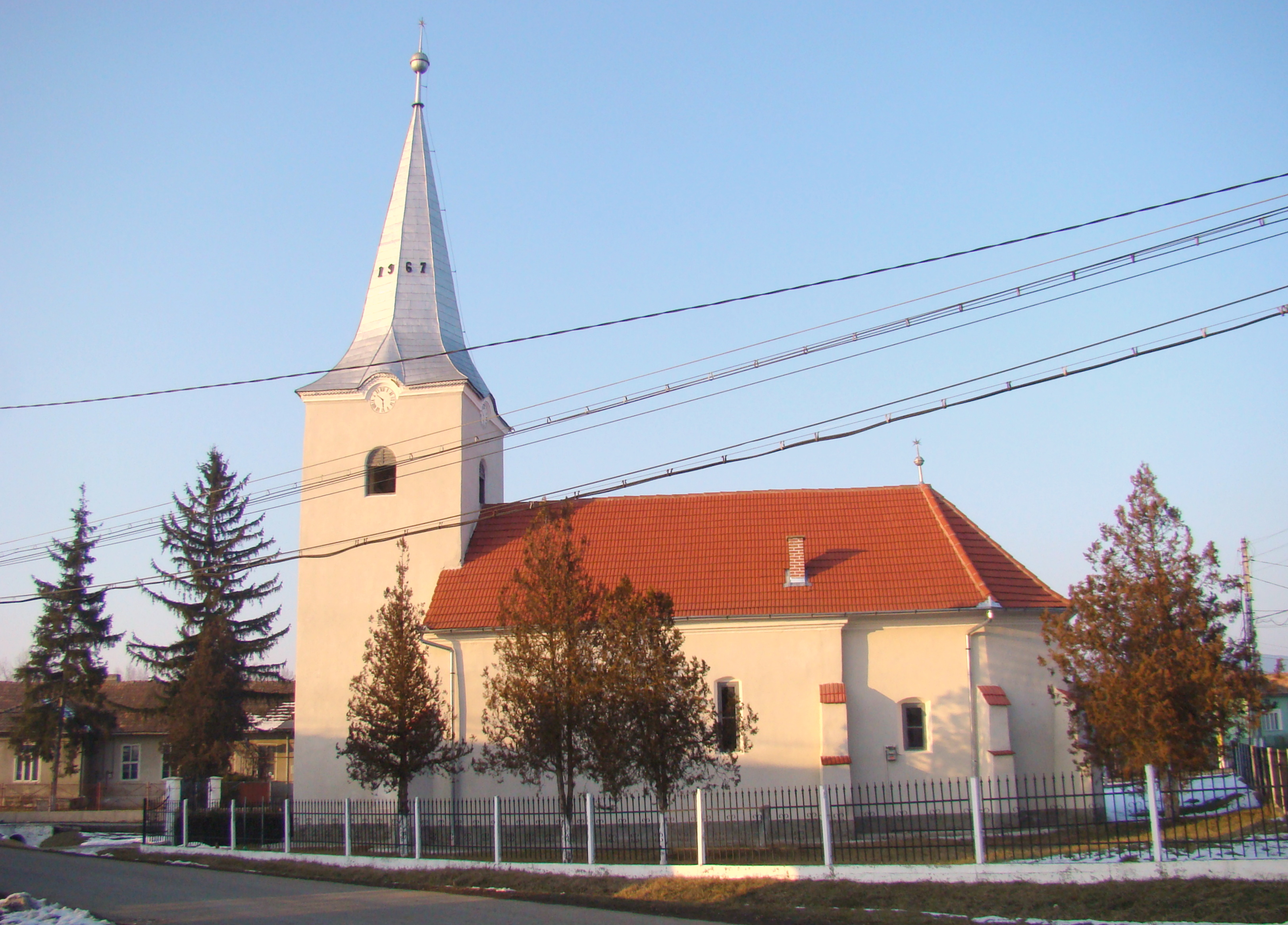
Reformierte Kirche in Cuci
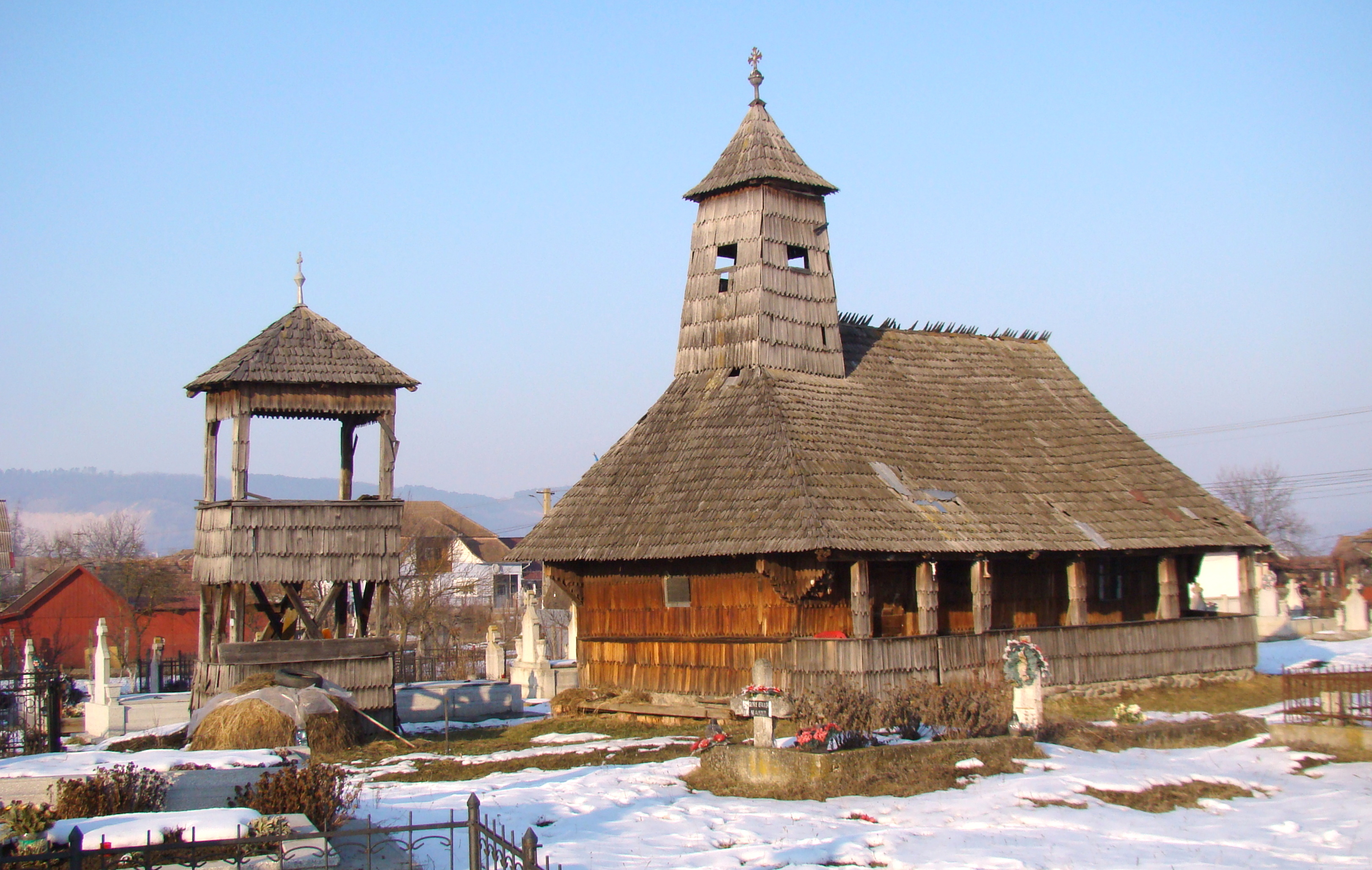
Holzkirche in Cuci
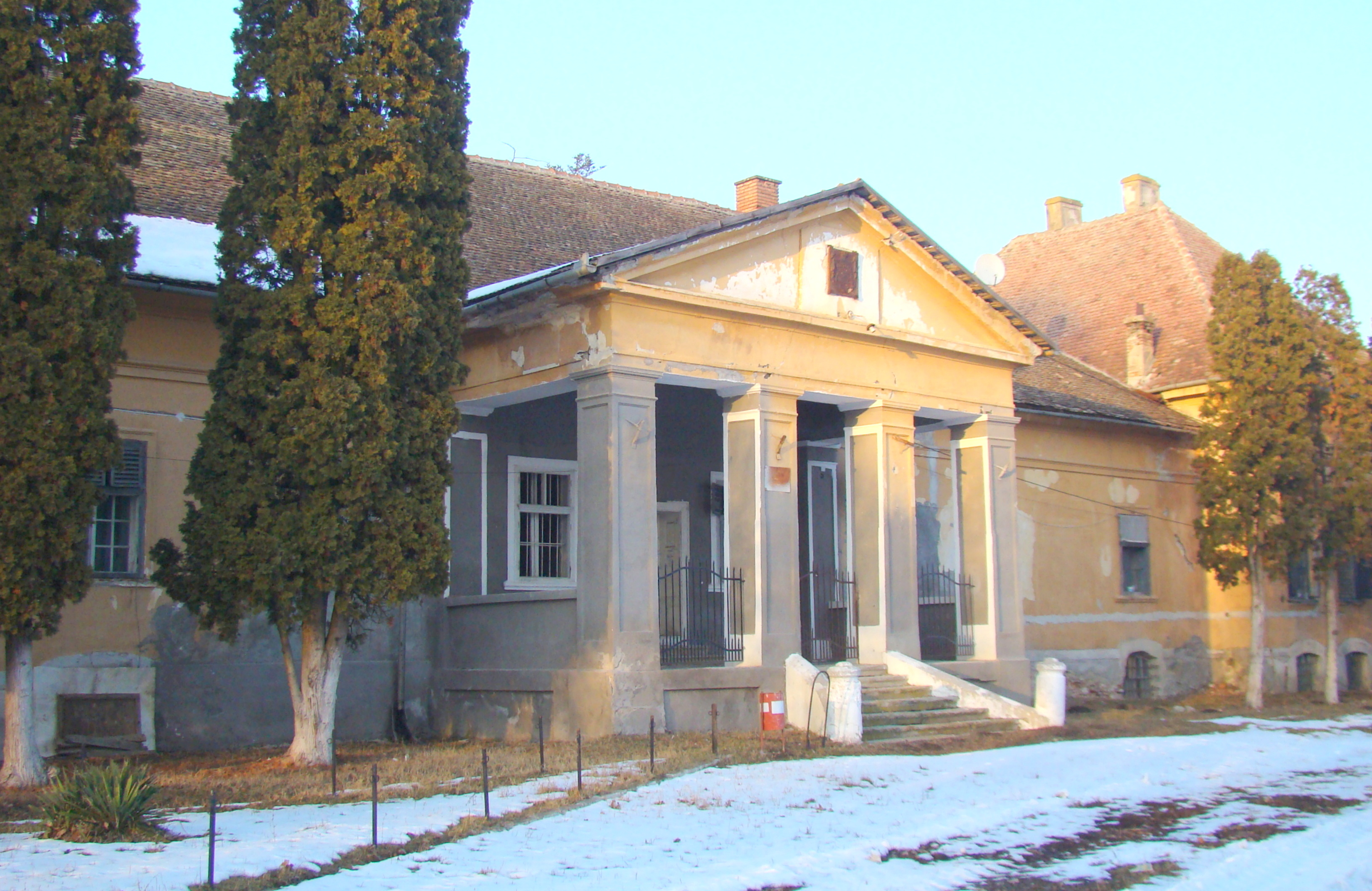
Haupthaus des Anwesens Degenfeld
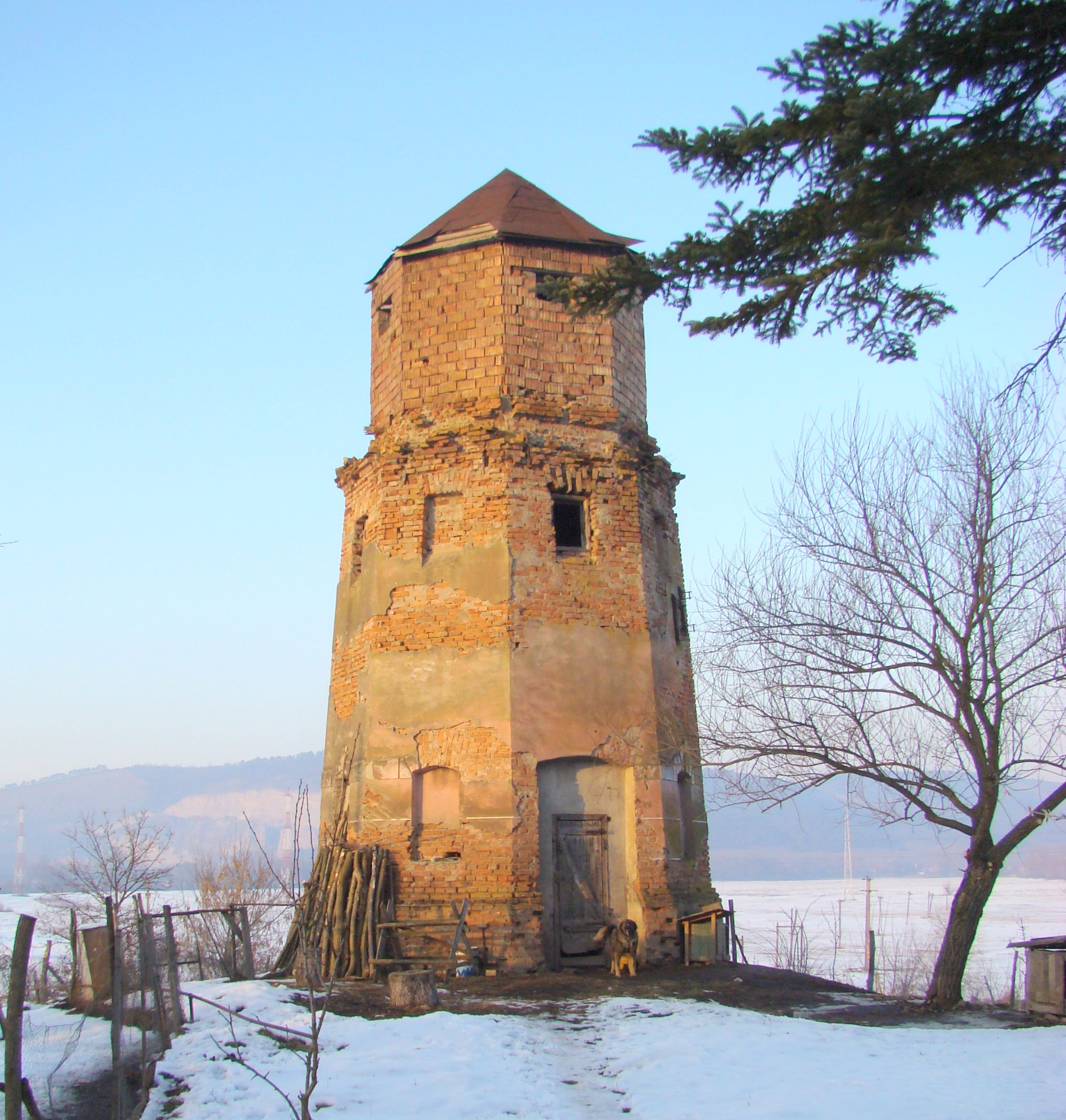
Wasserturm des Anwesens Degenfeld
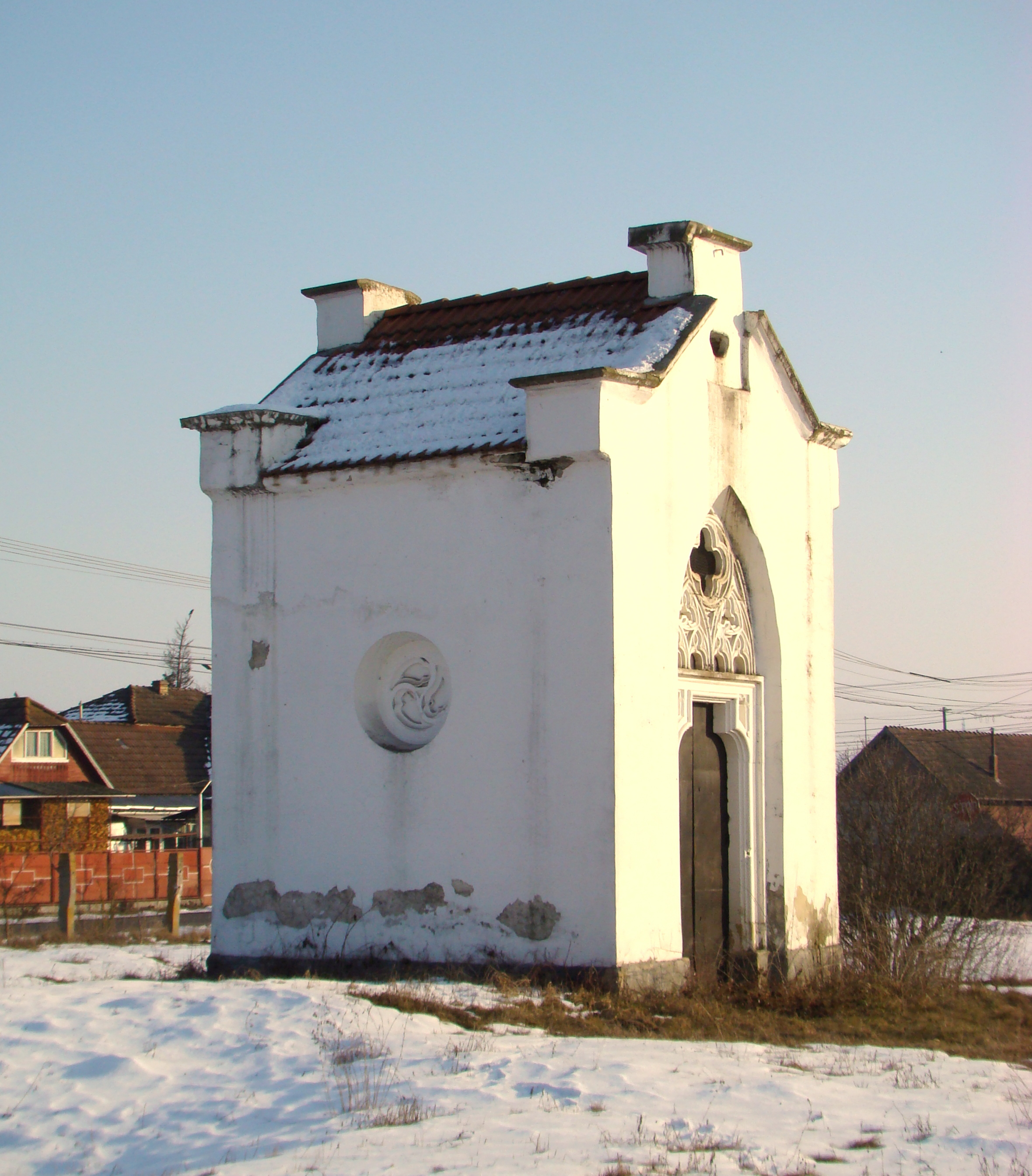
Gruft der Familie Degenfeld